# Erik Erlandsson
Erik Erlandsson, född 22 maj 2004, är en svensk friidrottare som tävlar i kortdistanslöpning.

## Karriär
Erlandsson har ett SM-guld inomhus från 2024 på 200 meter. Den 19 maj 2024 sprang han vid de Nordiska mästerskapen 200 meter på 20,62 vilket förutom en silverplats i NM också placerade honom på en sjunde plats i Sverige genom tiderna. Den 9 juni 2024 vid europamästerskapen i friidrott 2024 sprang han samma distans på 20,52 sekunder. I finalen slutade han på fjärde plats. 
Vid tävlingar i Växjö den 17 januari 2025 satte Erlandsson nytt svensk rekord inomhus på 200 meter med tiden 20,43, och raderade därmed ut Johan Wissmans tidigare rekord från 2004.